# 仲野武志
仲野 武志（なかの たけし、1975年1月 - ）は、日本の法学者（行政法）。博士（法学）（東京大学・論文博士・2007年）。京都大学大学院法学研究科教授。兵庫県神戸市出身。

## 経歴
経歴は以下の通り。
- 1993年03月 - 六甲高等学校卒業
- 1997年03月 - 東京大学法学部卒業
- 1997年04月 - 東京大学大学院法学政治学研究科助手
- 2000年08月 - 東北大学大学院法学研究科助教授
- 2007年04月 - 東北大学大学院法学研究科准教授（法改正による）
- 2007年12月 - 博士（法学）（東京大学）（学位論文「公権力の行使概念の研究」）
- 2009年08月 - 内閣法制局に出向（2011年7月まで）[3]
- 2012年04月 - 京都大学大学院法学研究科教授

## 恩師
指導教官は小早川光郎。

## 著作
- 『公権力の行使概念の研究』（有斐閣、2007年）
- 『国家作用の本質と体系1──総則・物権編』（有斐閣、2014年）
- 『法治国原理と公法学の課題』（弘文堂〈行政法研究双書〉、2018年）
- 『防衛法』（有斐閣、2023年）